# NGC 4692
NGC 4692 (другие обозначения — NGC 4702, UGC 7967, MCG 5-30-86, ZWG 159.78, PGC 43200) — эллиптическая галактика (E) в созвездии Воло́с Вероники. Открыта Уильямом Гершелем в 1785 году. Является частью группы галактик  	GHCG 113 и вместе с ней входит в сверхскопление Волос Вероники.
Этот объект входит в число перечисленных в оригинальной редакции «Нового общего каталога», он отмечен дважды с обозначениями NGC 4692, NGC 4702.
При визуальных наблюдениях в любительский телескоп галактика выглядит как относительно тусклое, слегка овальное светлое пятнышко, вытянутое с востока на запад, его края хорошо очерчены, поверхностная яркость равномерна. На угловом расстоянии 6,8′ к юго-юго-востоку находится яркая звезда. На фотографиях вид галактики мало отличается от вышеприведённого описания для визуальных наблюдений. Радиальная скорость: 8011 км/с. Расстояние: 358 млн световых лет. Диаметр: 125 тыс. световых лет.